# Blériot XI
Die Blériot XI war ein einsitziges Flugzeug des französischen Luftfahrtpioniers Louis Blériot.

## Aufbau
Der Rumpf der Maschine bestand aus einem mit Stahldrähten verspannten Fachwerk aus Eschenholz, das Tragflächengerüst war ebenfalls in Holzbauweise aufgebaut und mit Stoff bespannt. Das Hauptfahrwerk bestand aus den zwei großen Rädern eines Fahrrades, ergänzt durch ein kleineres Heckrad, angebracht unter dem hinteren Rumpfdrittel.
Beim Erstflug am 23. Januar 1909 war die Maschine mit einer zusätzlichen Stabilisierungsflosse auf dem vorderen Teil des Rumpfes ausgestattet, die Blériot jedoch mangels Effektivität wieder entfernte. Angetrieben war die XI zu dieser Zeit mit einem R.E.P.-Flugmotor mit einer Leistung von 21 kW (28 PS), der aber vor dem zweiten Flug, der am 27. Mai 1909 stattfand, gegen einen Anzani-Motor mit 18,4 kW (25 PS) ausgetauscht wurde.

## Verwendung

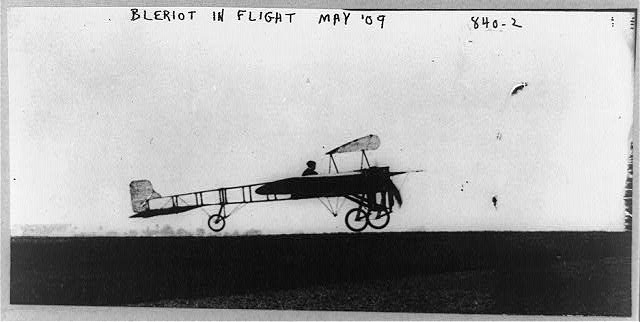
Eine Blériot XI im Mai 1909 in Reims

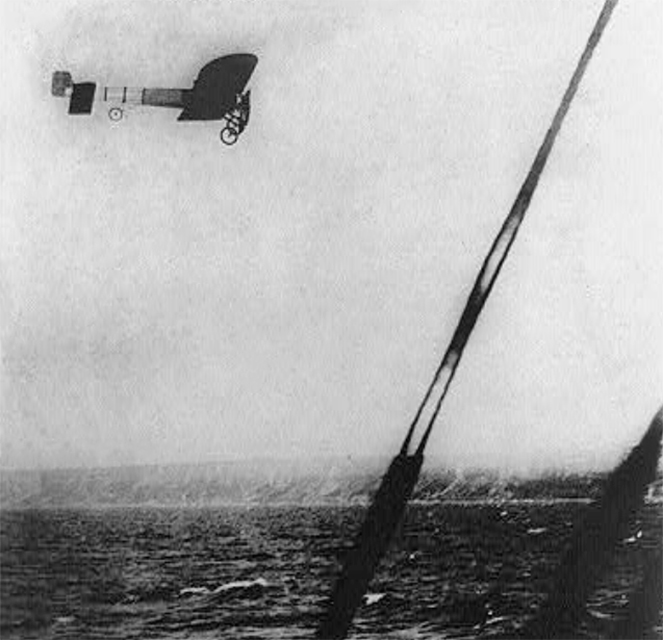
Blériot mit seiner Blériot XI am 25. Juli 1909 auf dem Flug nach England

1908 wurde von Louis Blériot sein erfolgreichstes Modell, die Blériot XI, ein Eindecker, entworfen. Zuvor hatte der ehrgeizige französische Luftfahrt-Pionier fast ein ganzes Jahrzehnt sein gesamtes Vermögen in die Entwicklung eines einsatzfähigen Flugzeuges investiert. Im Dezember 1908 stellte Blériot auf der Luftfahrtausstellung in Paris das Flugzeug mit einem 7-Zylinder-R.E.P.-Motor aus, der 35 PS leistete.
Im Jahre 1909 ersetzte er den 23 PS starken Motor durch einen 25 PS starken Motor und stellte am 26. Juni 1909 einen europäischen Flugdauerrekord von 36 Minuten und 55 Sekunden auf. Einen Monat später, am 25. Juli 1909, gelang ihm der Flug über den Ärmelkanal, mit dem er den Cross Channel Prize der Daily Mail gewann und international berühmt wurde. Als Folge dieses Überfluges entstand eine große Nachfrage nach diesem Modell, die noch gesteigert werden konnte, als Louis Blériot am 24. August 1909 bei der Flugwoche in Reims für den Veranstaltungs-Rundkurs von 10 km mit einer Flugzeit von 8 Minuten und 4,4 Sekunden (Durchschnittsgeschwindigkeit 74,318 km/h) den Rundenrekord aufstellte.
Eine von Jorge Chávez Dartnell geflogene Blériot XI startete am 23. September 1910 oberhalb von Brig (Schweiz), überflog erstmals den 2006 m über dem Meeresspiegel gelegenen Simplon-Pass und verunglückte anschließend bei der Landung in der Nähe von Domodossola (Italien). Am 24. Januar 1913 überflog der Schweizer Flugpionier Oskar Bider auf der Route Pau (Frankreich) – Madrid (Spanien) erstmals die Pyrenäen.
1911 beschaffte die deutsche Heeresverwaltung eine Blériot XI als Schulflugzeug.
Ende 1913 hatte Blériot bereits 800 Maschinen ausgeliefert. Hinzu kamen zahlreiche Lizenzbauten in Italien und Großbritannien (Humber Limited). Zu Anfang des Ersten Weltkriegs wurde die Blériot sogar als Aufklärungs- oder Artilleriebeobachtungsflugzeug kurzfristig eingesetzt, da sie dem Beobachter ein gutes Sichtfeld bot.
1915 wurden aber die Blériot XI vom Frontdienst abgezogen und dienten nur noch als Schulungsflugzeuge wie in der Flugschule in Issy-les-Moulineaux.
Eine zweisitzige Blériot XI mit Gnome-T-9-Umlaufmotor (Neunzylinder-Viertaktmotor mit 100 PS bei 1200/min) Baujahr 1914 war das erste Flugzeug der Schweizer Luftwaffe. Die Maschine war gebraucht erworben worden und diente bis Ende 1917 der Grenzkontrolle und dem Pilotentraining. Die Bewaffnung bestand aus einem seitlich an der Maschine angebrachten Karabiner. Die Ausmusterung erfolgte wegen Materialermüdung der aus Holz aufgebauten Zelle. Der Motor dieses Flugzeugs ist heute im Flieger-Flab-Museum in Dübendorf bei Zürich, dem Museum der Fliegertruppen der Schweizer Armee, ausgestellt.

## Wirtschaftlicher Erfolg
Vor dem historischen Kanalflug brach Blériot mit dieser Maschine bereits verschiedene Langstreckenrekorde.
Der Flug über den Ärmelkanal leitete eine erhebliche Nachfrage nach der XI ein; so konnte Blériot von diesem Flugzeug allein im Jahr 1913 ca. 800 Stück bei einer Gesamtproduktion französischer Flugzeuge von ca. 1.300 Stück verkaufen. Um die Nachfrage befriedigen zu können, ließ er das Flugzeug auch von Subunternehmern produzieren.
Schon bald interessierten sich auch verschiedene Luftwaffen für Blériots Maschine. So wurde die XI in den Jahren 1911 und 1912 von der italienischen Luftwaffe in der Cyrenaika und in Libyen gegen das Osmanische Reich eingesetzt.
Aus der XI entwickelte Blériot ein zweisitziges Modell mit vergrößerten Abmessungen und erheblich stärkerer Motorisierung, XI-2 genannt. Von der Bleriot XI-2 wurden 104 Maschinen in Großbritannien und 70 in Italien in Lizenz gefertigt. Mit der Bleriot XI-2 wurden mit Beginn des Ersten Weltkrieges erstmals von Hand kleine Bomben und Fliegerpfeile auf Bodenziele abgeworfen.
Beide Ausführungen waren zu Beginn des Ersten Weltkrieges bei der Armée de l’air in Dienst. Mittlerweile wurde die XI auch in Lizenz in Italien und in England gebaut.
Anfang des Jahres 1915 waren die meisten XI aus dem Dienst in den ersten Linien entfernt und hauptsächlich in Flugschulen im Einsatz.

## Technische Daten

Dreiseitenriss der Blériot XI

| Kenngröße             | Daten                                                         |
| --------------------- | ------------------------------------------------------------- |
| Besatzung             | 1 Pilot                                                       |
| Länge                 | 7,05 m                                                        |
| Spannweite            | 7,81 m                                                        |
| Höhe                  | 2,52 m                                                        |
| Flügelfläche          | 14,0 m²                                                       |
| Flügelstreckung       | 4,4                                                           |
| Antrieb               | ein Anzani-Motor (Dreizylinder-Halbstern) mit 18,4 kW (25 PS) |
| Höchstgeschwindigkeit | 74 km/h                                                       |
| max. Startmasse       | 320 kg                                                        |

| Kenngrößen            | Daten                                                          |
| --------------------- | -------------------------------------------------------------- |
| Besatzung             | 2                                                              |
| Länge                 | 8,45 m                                                         |
| Spannweite            | 10,25 m                                                        |
| Höhe                  | 2,50 m                                                         |
| Flügelfläche          | 23,00 m²                                                       |
| Flügelstreckung       | 4,6                                                            |
| Leermasse             | 349 kg                                                         |
| max. Startmasse       | 625 kg                                                         |
| Antrieb               | ein Gnome-7B-Umlaufmotor mit 52 kW (70 PS)                     |
| Höchstgeschwindigkeit | 106 km/h in Meereshöhe                                         |
| Dienstgipfelhöhe      | <200 m                                                         |
| Flugdauer             | 3,5 h                                                          |
| Bewaffnung            | keine, die Besatzung warf jedoch Granaten und Fliegerpfeile ab |

## Varianten
- XI-BG (Blériot-Gouin): zweisitziger Schirmeindecker (Parasol), konzipiert als Aufklärungsflugzeug mit besserem Sichtfeld für den Beobachter
- XI-3: Dreisitzer mit einem 88 kW (120 PS) starken Motor
- XI E1: einsitziges Schulflugzeug
- XI-2bis: Ausführung mit zwei Sitzplätzen nebeneinander
- XI R1: da bei dieser Maschine ein großer Teil der Bespannung entfernt wurde, war sie nicht mehr flugfähig und diente lediglich zu Rollübungen, daher der Spitzname „Pingouin“

## Die XI heute

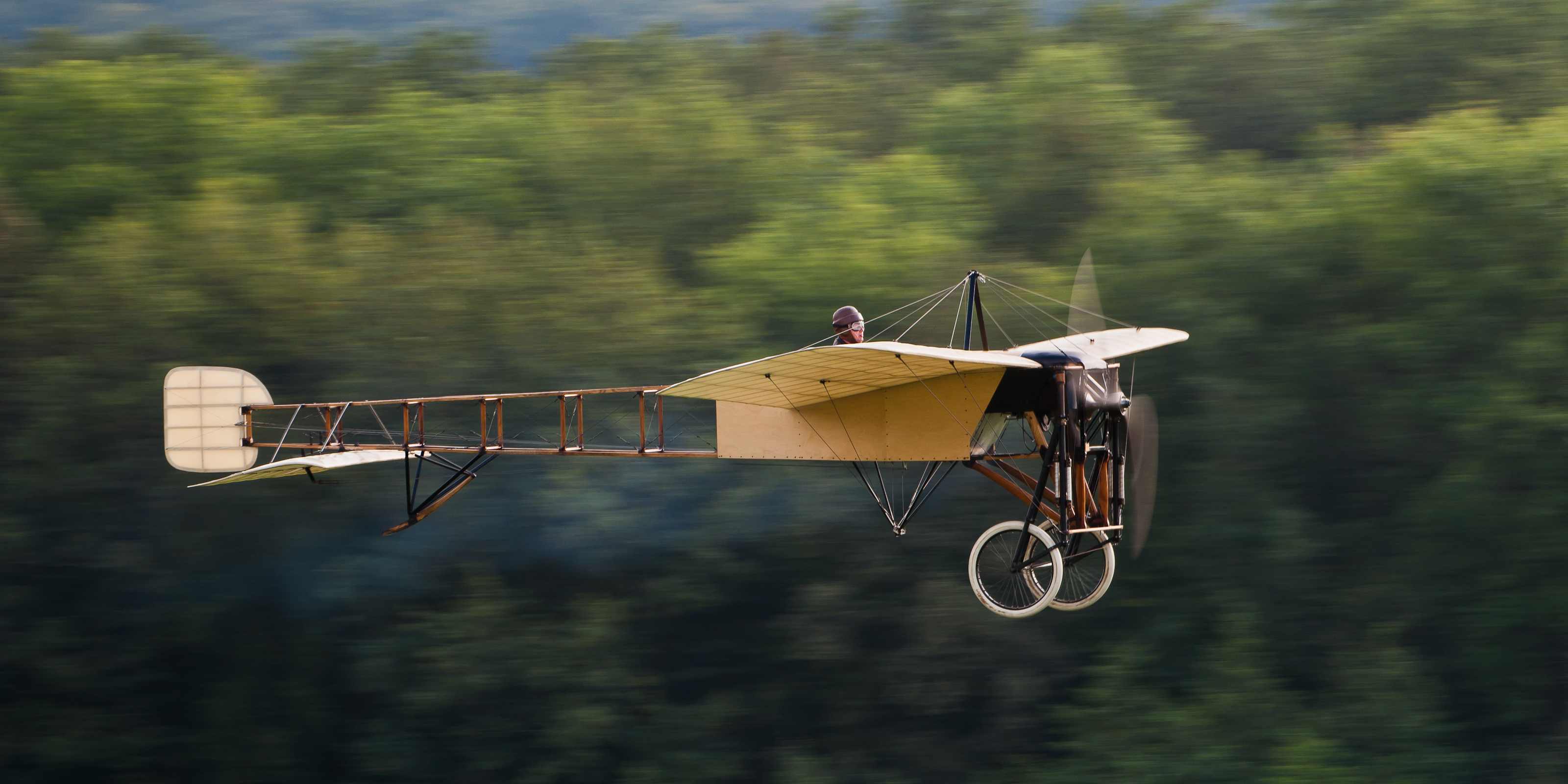
Thulin-Blériot XI

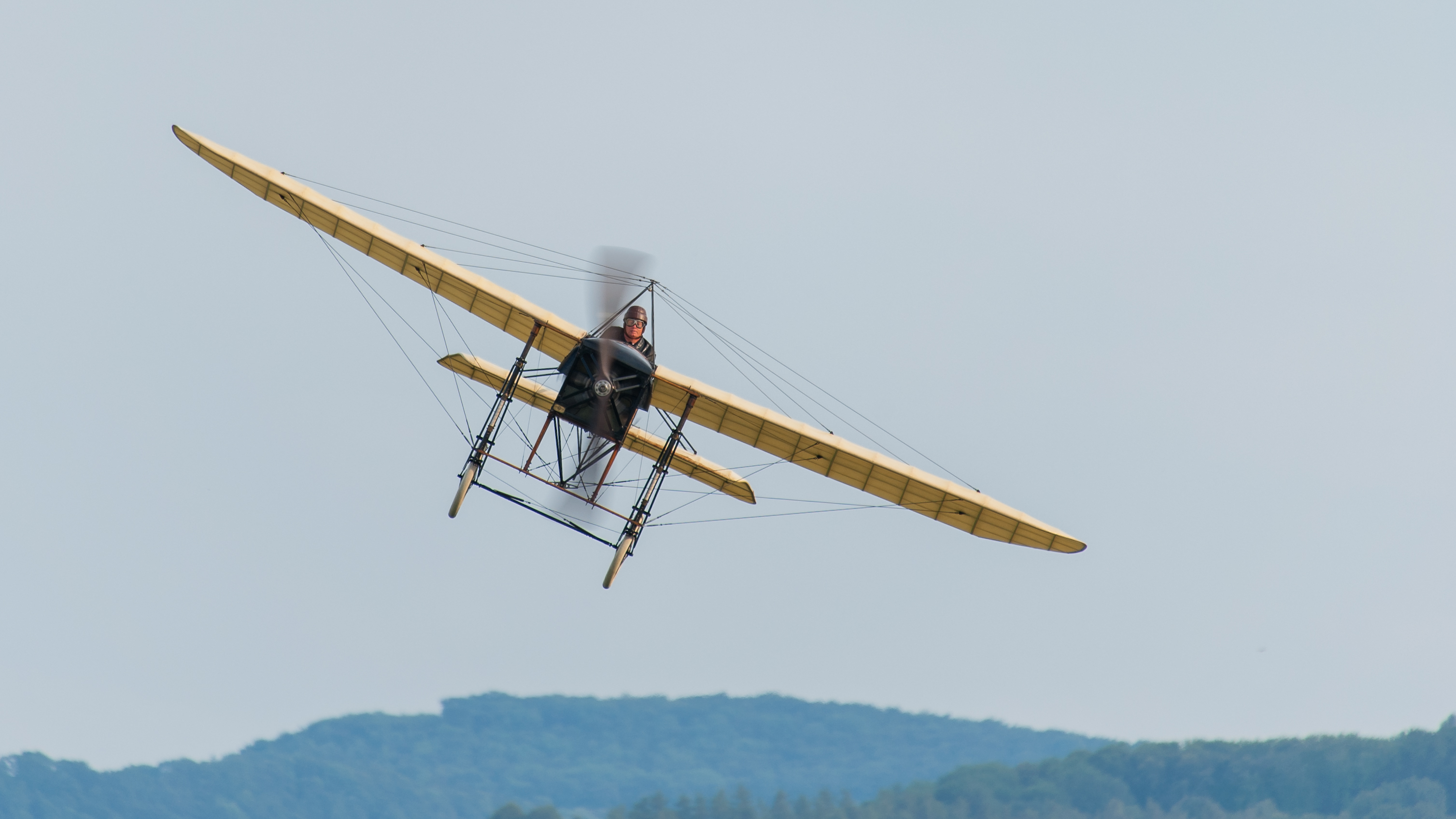
Thulin-Blériot XI, Frontalansicht geflogen von Mikael Carlson

Aufgrund der besonderen Bedeutung, die dieses Flugzeug für die Entwicklung der Luftfahrt hatte, sind auch heute noch viele – oft auch flugfähige – Nachbauten weltweit zu finden.
Die älteste noch fliegende Blériot XI wurde von dem schwedischen Flugkapitän Mikael Carlson Ende der 1980er Jahre in einer Scheune gefunden und von ihm wieder in einen flugfähigen Zustand gebracht. Es handelt sich dabei um eine sogenannte Thulin-Blériot, die im Zeitraum von 1914 bis 1918 von dem schwedischen Flugzeughersteller Dr. Enoch Thulin in Lizenz gebaut wurde.
Im Fliegermuseum Altenrhein am Bodensee (Schweiz) ist ein flugtüchtiger Nachbau einer Blériot XI von 1910 ausgestellt, die nach Originalplänen und unter Verwendung eines Originalmotors und -fahrwerks gebaut wurde.
Im Fliegenden Museum in Großenhain befindet sich eine weitere flugfähige Replika, nach Originalplänen gebaut und angetrieben von einem Salmson-A5A-Motor.
Drei verschiedene Ausführungen der XI sind z. B. im Musée de l’air et de l’espace am Flughafen Le Bourget zu sehen. Eine weitere Originalmaschine aus dem Jahre 1909 befindet sich im Deutschen Museum in München in der Abteilung „Historische Luftfahrt“. Sie stammt aus einer Münchner Flugschule und wurde dem Museum 1912 geschenkt.
Am 25. Juli 2009, dem 100. Jahrestag von Blériots Überquerung des Ärmelkanals, wiederholte der Franzose Edmond Salis die Überquerung in einem originalgetreuen Nachbau der Maschine. Er brauchte zwar einige Minuten länger als Louis Blériot seinerzeit, dafür überstand aber das Fahrwerk seines Flugzeugs die Landung ohne Schaden. Im Jahre 1909 war es bei der Landung eingeknickt, was aber dem Erfolg der Aktion keinen Abbruch tat. Blériot erhielt seinerzeit die von der britischen Tageszeitung Daily Mail ausgelobten 1000 Pfund (entspricht heute ca. 141.000 Euro) für den ersten erfolgreichen Flug über den Ärmelkanal.